# Nornik zwyczajny
Nornik zwyczajny, nornik polny, polnik (Microtus arvalis) – gatunek ssaka z podrodziny karczowników (Arvicolinae) w obrębie rodziny chomikowatych (Cricetidae).

## Zasięg występowania
Nornik zwyczajny występuje od północnego Półwyspu Iberyjskiego przez większość Europy na północ i zachód po Danię, południowo-wschodnią Finlandię i zachodnią część europejskiej Rosji, a także na południowy wschód po Macedonię Północną i Bułgarię;izolowane populacje występują także na wyspach u wybrzeży Oceanu Atlantyckiego we Francji (Noirmoutier-en-l’Île, Île d’Yeu i Oléron), Orkadach na północnym wybrzeżu Wielkiej Brytanii, wyspie Guernsey na Wyspach Normandzkich, kilku wyspach na Morzu Wattowym u północno-zachodnich wybrzeży Niemiec oraz na wyspach u zachodnich wybrzeża Estonii.

## Taksonomia
Gatunek po raz pierwszy zgodnie z zasadami nazewnictwa binominalnego opisał w 1779 roku niemiecki przyrodnik Peter Simon Pallas nadając mu nazwę Mus arvalis. Holotyp pochodził z miasta Puszkin, w obwodzie leningradzkim, w Rosji.
M. arvalis należy do podrodzaju Microtus i grupy gatunkowej arvalis. M. arvalis jest najbliżej spokrewniony z M. obscurus, mają identyczny kariotyp (2n = 46) i krzyżują się w wąskiej strefie parapatrycznej o szerokości zaledwie 10 km. Liczba wcześniej rozpoznanych podgatunków M. arvalis jest duża, ale brak jest konsensusu. Badania filogeograficzne wykazały kilka allopatrycznych linii ewolucyjnych (zachodnia, środkowa, włoska, wschodnia i bałkańska), przy czym linia zachodnia dzieli się na podlinie (północna i południowa). Autorzy Illustrated Checklist of the Mammals of the World uznają ten takson za gatunek monotypowy.

### Etymologia
- Microtus: gr. μικρος mikros „mały”; ους ous, ωτος ōtos „ucho”[21].
- arvalis: łac. arvalis „polny, z pola”, od arvum, arvi „pole”, od arare „orać”[22].

## Morfologia
Długość ciała (bez ogona) samic 93–120 mm, samców 95–120 mm, długość ogona samic 24–38 mm, samców 27–37 mm; masa ciała samic 18–32 g, samców 18–40 g. Wymiary populacji z Orkadów: długość ciała (bez ogona) samic 97–128 mm, samców 98–134 mm, długość ogona samic 27–41 mm, samców 28–44 mm; masa ciała samic 22–55 g, samców 29–67 g. Wzór zębowy: I {\displaystyle {\tfrac {1}{1}}} C {\displaystyle {\tfrac {0}{0}}} P {\displaystyle {\tfrac {0}{0}}} M {\displaystyle {\tfrac {3}{3}}} = 16.

## Tryb życia
Występuje w suchych biotopach, szczególnie dużych polach uprawnych, również na suchych łąkach, murawach, a nawet wydmach nadmorskich. Zwierzę roślinożerne, żywi się głównie nasionami, często stając się szkodnikiem na polach uprawnych. W sprzyjających warunkach dożywa 1,5 roku. Aktywne w dzień i nocy. Żyje w norach z szeroko rozgałęzionym systemem korytarzy.
Nornik zwyczajny najszybciej ze wszystkich ssaków osiąga dojrzałość płciową. Zazwyczaj zwierzę staje się płodne w wieku 2 miesięcy. Ciąża trwa około 20 dni, a w miocie jest zazwyczaj 4-7 młodych Młode stają się samodzielne po 20 dniach życia.